# Стојан Комљеновић Чока
Стојан Комљеновић Чока (Велики Градац, код Глине, 1920 — Вировитица, 12. фебруар 1943), учесник Народноослободилачке борбе и народни херој Југославије.

## Биографија
Рођен је 1920. године у Великом Грацу код Глине, у сељачкој породици.
Пре Другог светског рата најпре је завршио за трговачког помоћника, а затим подофицирску школу и у војсци добио чин наредника.
Учесник Народноослободилачке борбе је од 1941. године. Већ 27. јула учествовао је у првој акцији групе банијских устаника око Васиља Гаћеше. Члан Комунистичке партије Југославије постао је почетком 1942. године.
Првобитно се налазио у Прој пролетерској чети, а у пролеће 1942. пребачен је у Славонију. Тамо је првобитно био борац Калничког одреда, а затим командант његовог Првог батаљона. Крајем децембра 1942. постао је командант новоформиране Шеснаесте славонске бригаде.
Погинуо је у току битке против домобранско-немачке посаде, која се водила 11. и 12. фебруара 1943. године у Вировитици.
Указом председника Федеративне Народне Републике Југославије Јосипа Броза Тита, 2. јула 1953. године, проглашен је за народног хероја.